# Vivo Paranoico
Vivo Paranoico es un álbum en vivo de la banda de rock argentina Los Ratones Paranoicos editado en el año 2000 por Tocka Discos.
Este fue el primer disco de la banda para Tocka Discos.
Cuenta con una canción inédita hecha a dúo con Andrés Calamaro: «Para Siempre», la cual se convertiría en uno de sus más grandes éxitos.

## Lista de canciones
1. Líder (5:26)
2. Enlace (4:43)
3. Sucia Estrella (3:33)
4. La Nave (6:20)
5. Carol (3:24)
6. Mona Lisa (4:14)
7. Isabel (5:37)
8. Descerebrado (5:34)
9. Lo que Doy (4:26)
10. La Avispa (3:08)
11. Rock del Pedazo (3:32)
12. Ya Morí (4:51)
13. Vodka Doble (3:48)
14. Cowboy (3:33)
15. Rock del Gato (4:14)
16. Para Siempre (4:36)

## Músicos
- Juanse - voz, guitarra
- Sarcófago - guitarra, coros
- Zorro - bajo, teclados
- "Roy" Quiroga - batería

Invitado
- Andrés Calamaro - voz en "Rock del Pedazo" y "Para Siempre"